# Eclissi solare del 22 agosto 1979
L'eclissi solare del 22 agosto 1979 è un evento astronomico che ha avuto luogo il suddetto giorno attorno alle ore 17.22 UTC. 
L'eclissi, di tipo anulare, è stata visibile in alcune parti del Sud America, dell'Antartide e dell'Oceano Pacifico.
L'eclissi è durata 6 minuti e 3 secondi e l'ombra lunare sulla superficie terrestre ha raggiunto una larghezza di 953 km.
L'eclissi del 22 agosto 1979 è stata la seconda eclissi solare nel 1979 e la 181ª nel XX secolo. La precedente eclissi solare si è verificata il 26 febbraio 1979, la seguente è avvenuta il 16 febbraio 1980.

## Percorso e visibilità
L'eclissi, con un percorso semi circolare circoscritto si è manifestata all'alba 1800 km al largo della regione antartica della Terra di Marie Byrd, a nord dell'Oceano Pacifico meridionale. In seguito la pseudo umbra lunare, prima di spostarsi di nuovo a est sud-est ha toccato l'isola Pietro I raggiungendo il punto di massima eclissi coprendo l'isola. L'eclissi anulare non ha coperto alcuna stazione di ricerca scientifica antartica . 
Oltre alla suddetta eclissi anulare stretta, l'eclissi solare parziale poteva essere vista nella penombra lunare in Polinesia centrale e meridionale, nella maggior parte del Cile tranne la punta settentrionale e al confine sud-ovest della Bolivia. In Argentina ad eccezione della maggior parte del nord-est, al confine meridionale del Paraguay, nell'intero territorio dell'Uruguay,al confine meridionale del Brasile,alle Isole Falkland, in Georgia del Sud e alle Isole Sandwich meridionali.

## Eclissi correlate

### Eclissi solari 1979 - 1982
Ogni membro di questa serie semestrale di eclissi solari si ripete approssimativamente ogni 177 giorni e 4 ore (un semestre) a nodi alternati dell'orbita della Luna.

### Ciclo di Saros 125
L'evento appartiene al ciclo solare di Saros 125, che si ripete ogni 18 anni e 11 giorni circa, comprendente 73 eventi. La serie è iniziata con un'eclissi solare parziale il 4 febbraio 1060. Comprende eclissi totali dal 13 giugno 1276 al 16 luglio 1330. Comprende eclissi ibride il 26 luglio 1348 e 7 agosto 1366 ed eclissi anulari dal 17 agosto 1384 al 22 agosto 1979. La serie termina al membro 73 con un'eclissi parziale il 9 aprile 2358. L'eclissi totale più lunga si è verificata il 25 giugno 1294, a 1 minuto e 11 secondi; l'eclissi anulare più lunga si è verificata il 10 luglio 1907, a 7 minuti e 23 secondi.